# Sílvio Luiz Botacini
 Silvio Luis Botacini  (Barretos, 19 de janeiro de 1965) é um ex-voleibolista indoor brasileiro que atuava nas posições de Central e Ponta, com marca de 83 cm de impulsão, e que serviu a seleção brasileira na conquista da medalha de ouro no Campeonato Sul-Americano Juvenil de 1984 na Colômbia e disputou o Campeonato Mundial Juvenil de 1985 na Itália. Conquistou o ouro no Campeonato Sul-Americano de 1985 na Venezuela.

## Carreira
Revelado nas categorias de base do Clube Fonte São Paulo iniciou no voleibol aos 14 anos de idade, esteve presente em todas as convocações para seleção brasileira de base e principal.
Em 1984 esteve na seleção brasileira juvenil e disputou a edição do Campeonato Sul-Americano Juvenil em Bucaramanga contribuindo para a conquista do bicampeonato do país na categoria e foi convocado para seleção principal no ano seguinte para o amistoso contra a seleção estadunidense em Maceió.
Ainda em 1985 foi convocado para seleção pelo técnico José Carlos Brunoro em preparação para a edição do Campeonato Mundial Juvenil em Milão, na Itália, e participou da excursão internacional pela Europa, participando de amistosos na França, Itália e Alemanha Orientale na referida edição alcançou o sexto lugar e ainda conquistou pela seleção adulta o título do Campeonato Sul-Americano de 1985 em Caracas, na Venezuela.
Um jogador que atuava tanto como central quanto ponta, foi o camisa #11 e principal jogador do Clube Fonte São Paulo até 1985 e após desativação do time foi imediatamente contratado por Bruno para integrar o time da ADC Pirelliconquistando o título do Campeonato Paulista de 1985  e obteve o título da Copa Brasil de 1985.
Renovou com a ADC Pirelli para temporada de 1986 sagrando-se bicampeão do Campeonato Paulista, terminando na terceira posição no Campeonato Brasileiro de 1986 e campeão dos Jogos Regionais.
Em 1986 foi convocado pela segunda vez para seleção principal em preparação para o Campeonato Mundial realizado na França.
Ainda teve passagens pelo Frigorífico Chapecó EC, Telesp Club, Fiat/Minas, representou a seleção brasileira de 1982 a 1989 e ainda conquistou o terceiro lugar no Mundialito realizado na Itália, encerrou a carreira em 1991 passando a trilhar o ramo empresarial. 

## Títulos e resultados
- Mundialito de Voleibol [12]
- Campeonato Brasileiro:1986[11]
- Copa Brasil:1985[10]
- Campeonato Paulista:1985[9], 1986[9]
- Jogos Regionais de São Paulo:1986[12]